# تيد ديتشبورن
تيد ديتشبورن (بالإنجليزية: Ted Ditchburn)‏ (24 أكتوبر 1921 في المملكة المتحدة - 26 ديسمبر 2005 في المملكة المتحدة) هو مدرب كرة قدم ولاعب كرة قدم بريطاني في مركز حراسة المرمى، شارك في كأس العالم 1950. وشارك مع منتخب إنجلترا لكرة القدم. أما مع النوادي، فقد لعب مع توتنهام هوتسبير وبرينتوود تاون ونادي رومفورد ‏ وNorthfleet United F.C. ‏.

## مسيرته الكروية
لعب تيد ديتشبورن خلال مسيرته الاحترافية مع نادِ واحدٍ في ثلاثة عشر موسمًا ولم يسجل خلالها أي هدف ضمن 418 مباراة. ولم يفز بأي موسم بالكأس وفاز في موسم واحد بالدوري.
خاض تيد ديتشبورن مسيرته مع نادي توتنهام هوتسبير في موسم 1946–47 ليلعب معه ثلاثة عشر موسمًا، مشاركًا في 418 مباراة ولم يسجل أي هدف.

## وصلات خارجية
- تيد ديتشبورن على موقع قاعدة بيانات كرة القدم.إي يو (الإنجليزية)
- تيد ديتشبورن على موقع ناشيونال فوتبول تيمز (الإنجليزية)
- تيد ديتشبورن على موقع عالم كرة القدم.نت (الإنجليزية)